# Campionati mondiali di pugilato dilettanti 2009 - Pesi minimosca

## Medaglie
| Posizione | Atleta                | Paese         |
| --------- | --------------------- | ------------- |
| Oro       | Pürevdorjiin Serdamba | Mongolia      |
| Argento   | David Ayrapetyan      | Russia        |
| Bronzo    | Jong Hun Shin         | Corea del Sud |
| Bronzo    | Li Jiazhao            | Cina          |